# ロストクライム -閃光-
『ロストクライム -閃光-』（ロストクライム -せんこう-、Lostcrime）は、2010年7月3日公開の日本映画。

## 概要
永瀬隼介著作『閃光』を原作に三億円事件の新解釈をテーマにしたクライム・サスペンス映画。PG12指定。監督は『誘拐報道』や『プライド・運命の瞬間』を手掛けた伊藤俊也。脚本は『特捜最前線』など刑事ドラマの第一人者で知られる長坂秀佳と伊藤の共作。
キャッチコピーは「ただでは、すまない。」、「世紀の完全犯罪、三億円事件、解決。」。
テレビ朝日と朝日新聞の企画で、6月28日 - 7月2日の期間限定で『鳥越俊太郎【三億円事件】を語る』を特別配信。またasahi.comで特集ページも組まれた。
全国102スクリーンで公開され、2010年7月3・4日の初日2日間で映画観客動員ランキング（興行通信社調べ）で初登場第10位となり、ぴあ初日満足度ランキング（ぴあ映画生活調べ）でも第3位を記録している。

## ストーリー
若手刑事の片桐慎次郎と定年間近の滝口政利が担当した事件の死体は三億円強奪事件の最重要容疑者・葛木勝であった。独自捜査で核心に近づいていくがその前には巨大な陰謀が立ちふさがっていた。三億円事件のその真実とは?

## キャスト
- 片桐慎次郎（所轄の若手刑事） - 渡辺大
- 滝口政利（刑事部捜査第一課強行犯三係・古参の刑事） - 奥田瑛二
- 津村多恵子（慎次郎の恋人） - 川村ゆきえ
- 宮本翔大（月刊新時代・特派記者） - 武田真治
- 藤原孝彦（捜査第一課・管理官） - 矢島健一
- 宍倉文平（強行犯第三係・係長） - 菅田俊
- 三浦辰男（強行犯第三係・刑事） - 春田純一
- 緒方純（三億円事件の主犯格） - 奥村知史
- 杉田聡（強行犯第三係・若手刑事） - 伊藤明賢
- 飯島甲子雄（捜査第四課・警部） - 斎藤歩
- 金子彰（暴力団組長） - ダイヤモンド勝田
- 葛木勝（ラーメン屋店主・故人） - 針原滋
- 結城稔（求職中の男） - 飯田裕久
- 女将（おたふく旅館の女将） - 烏丸せつこ
- 緒方晴子（耕三の妻） - 熊谷真実
- 滝口俊江（政利の妻・故人） - 中田喜子
- 真山恭子（高級クラブのオーナー） - かたせ梨乃
- 真山恭子（68年当時） - 中村映里子
- 吉岡健一（三多摩総合病院・院長） - 宅麻伸
- 高村英治（警視庁OB） - 原田芳雄
- 緒方耕三（純の父親・元警察官のホームレス） - 夏八木勲

## スタッフ
- 監督 - 伊藤俊也
- 原作 - 永瀬隼介
- 脚本 - 長坂秀佳、伊藤俊也
- 製作統括 - 井上泰一
- 製作 - 阿佐美弘恭、井上伸一郎、町田智子
- 企画 - 川野正雄
- プロデューサー - 鍋島壽夫
- 音楽 - 大島ミチル
- 主題歌 - DEEP「milestone」（rhythm zone）
  - DEEP初の映画主題歌で、伊藤俊也監督自らが楽曲イメージを伝えた。
- 撮影 - 鈴木達夫
- 照明 - 木村匡博
- 録音 - 瀬川徹夫
- 音響効果 - 倉橋静男
- 美術 - 今村力
- 編集 - 只野信也
- 殺陣 - 西本良治郎
- 警察監修 - 飯田裕久
- スチール - 松木修
- 撮影協力 - 東映東京撮影所
- 製作 - 『ロストクライム -閃光-』製作委員会（角川映画、朝日新聞社、角川書店、NTTドコモ）
- 製作・配給 - 角川映画

## 備考
- 警察監修を担当し結城稔役としても出演していた飯田裕久は、公開前日の2010年7月2日に脳出血で亡くなっている[1]。7月10日に東京・有楽町スバル座で行われた舞台挨拶では、喪章をつけた渡辺大や奥田瑛二らが追悼のコメントを寄せた[2]。